# Істерн Сабарбс
Істерн Сабарбс Асоціейшен Футбол Клаб або просто Істерн Сабарбс (англ. Eastern Suburbs Association Football Club) — напівпрофесійний новозеландський футбольний клуб з міста Окленд, який виступав у прем'єр-лізі АСБ.

## Історія
Істерн Сабарбс був утворений в 1934 році в результаті злиття між Тамакі Юнайтед, який був заснований в 1924 році, та Глен Іннес, який було засновано в 1930 році. Протягом 1950-х та 1960-х років кілька разів виходив до фіналу Кубку Четхема. У 1951 і 1953 роках переміг у цьому турнірі, на відміну від 1955 року, коли Істерн Сабарбс поступився у фінальному матчі. У  1965, 1968 і 1969 роках команда знову перемагає у Кубку Четхема, в той же час клуб здобуває чемпіонство у Північній лізі в 1965 та 1966 роках.
У 1970 році було створено Національну Футбольну Лігу Нової Зеландії, в якій клуб з передмістя Окленду Істерн Сабарбс був одним з клубів-засновників ліги. У своєму першому ж сезоні клуб за очками посів перше місце, але закінчив турнірна другому місці через гіршу різницю забитих та пропущених м'ячів, ніж Блокхауз-Бей. Проте, в 1971 році він здобув золоті медалі національного чемпіонату. В наступні роки клуб з передмістя продовжував займати високі позиції в турнірній таблиці національного чемпіонату, допоки в 1974 році не зайняв друге місце, але від зони вильоту відстав лише на три очки. Незважаючи на те, що він дійшов до фіналу Четхем Кап у 1976 році, де розгромно програв з рахунком 0:4 Крайстчерч Юнайтед, як і раніше клуб продовжив займати останні місця в лізі, а в 1977 році уникнув вильоту з національного чемпіонату лише завдяки кращій різниці забитих та пропущених м'ячів. І, нарешті, в 1979 році Істерн Сабарбс зайняв останнє місце і втратив своє місце у вищому дивізіону чемпіонату Нової Зеландії з футболу. З того часу клуб так і не зміг повернутися до вищого дивізіону національного чемпіонату, а лише продовжував виступу в системі футбольних ліг регіону Окленд.
У 2004 році Національна ліга була замінена на АСБ Прем'єршип, в якому виступали вже напівпрофесійні клуби за дещо іншою системою. Таким чином, Істерн Сабарбс не увійшов до національного чемпіонату, хоча в 2006 році клуб вийшов у фінал Кубка Четхема, де команда поступилася клубу Вестерн Сабарбс у серії післяматчевих пенальті (основний час того поєдинку завершився з рахунком 0:0).
У 2015 році клуб виграв золотий дубль, переміг в Північній лізі та Кубку Четхему, йому та іншим клубам, які були зацікавлені в участі в АСБ Прем'єршипі, було дозволено подати заяву для участі в національному чемпіонаті, якщо ця заява була б задоволена, то такий клуб зміг би приєднатися до інших команд, які виступають в національному чемпіонаті. Федерація пішла на цей крок, щоб збільшити число команд-учасниць національного чемпіонату з 8-ми до 10-ти починаючи з сезону 2016/17 років. Таким чином, Істерн Сабарбс та Тасман Юнайтед, які представляють регіон Нельсон, мали приєднатися до АСБ Прем'єршипу. Таким чином Істерн Сабарбс, як і Гамільтон Вондерерз, який замінив ВейБОП Юнайтед, став одним з дебютантів нового сезону в національному чемпіонаті.

## Досягнення
- Національна Футбольна Ліга Нової Зеландії
  -  Чемпіон (1): 1971

- Північна Прем'єр-ліга
  -  Чемпіон (4): 1965, 1966, 2015, 2016

- Окленд ФА
  -  Чемпіон (7): 1948, 1950, 1951, 1952, 1953, 1957, 1962

- Четхем Кап
  -  Володар (6): 1951, 1953, 1965, 1968, 1969, 2015

## Відомі гравці
- Кен Армстронг
- Том МакНаб
- Біллі Велш
- Лео Шин
- Джеремі Крісті
- Нейтан Крісті (брат Джеремі Крісті)
- Пріван Джірам

## Тренерський штаб
| Посада                       | Ім'я               |
| ---------------------------- | ------------------ |
| Головний тренер              | Малкольм МакФірсон |
| Менеджер команди             | Карл Тінслі        |
| Тренер з фізичної підготовки | Сунж Сінгх         |
| Фізіотерапевт                | Адам Крамп         |
| Тренер резервної команди     | Том Спірс          |
| Менеджер резервної команди   | Шон Х'юітт         |
| Тренер жіночої команди       | Мауро Доносо       |
| Директор молодіжної академії | Хуан Роман         |
| Тренер молодіжної команди    | Білл Гарріс        |
| Тренер молодіжної команди    | Мет Меслек         |
| Менеджер-Адміністратор       | Трейсі Кінгдон     |